# Mk 19 유탄발사기
Mk 19 유탄발사기(Mk 19 grenade launcher)는 탄띠 급탄식의 40 × 53 mm 고각도 유탄을 쓰는 자동 유탄 발사기이다. 베트남 전쟁에서 첫 선을 보이고 지금까지도 미군에서 쓰고 있다.

## 개요
Mk 19는 제너럴 다이나믹스와 사코 군수산업체(모델 3부터 생산을 맡음)에서 개발한 자동 유탄 발사기으로, Mk 18 수동장전식 다연장 자동 유탄발사기의 후기종이다. 33 kg의 무거운 중장비로서 주로 험비나 스트라이커 장갑차, 소형 공격함과 같은 기동성 높은 장비에 실어서 쓰고 있다.
오픈 볼트, 블로우백 방식으로 작동하고 탄띠를 이용하여 탄약을 공급받으며 공기로 화기의 열을 식히는 방식을 가졌다. 분당 300 ~ 400발의 유탄을 발사할 수 있고, 사거리는 사수가 피해를 받지 않는 최소한의 안전거리인 75 m에서 최대 2,200 m 까지이며, 조준기를 이용하면 1,500 m 안에서 정밀사격을 할 수 있다. 탄약은 미국 육군의 M75 자동 유탄발사기에 쓰기 위해 개발된 40 × 53 mm 고각도 유탄을 쓰며, 40 × 46 mm 저각도 유탄과는 호환되지 않는다. 주로 쓰이는 탄약은 M430 다용도 고성능 폭발(High Explosive Dual-Purpose; HEDP) 유탄으로, 사격시 착탄지점을 중심으로 보병일 경우, 반경 5 m 안에서 살상시키고 15 m 안에서는 부상을 입힐 수 있다. 그리고 장비에 대해서는 직각으로 쏠 경우 보병 전투 차, 병력 수송 장갑차와 같은 5 cm 미만의 경장갑 차량의 장갑을 뚫을 수 있다.
Mk 19의 후속기종으로는 더 가벼워지고 전자기화된 Mk 47 스트라이커가 있다.

## 역사
- 1966년: 개발 착수.
- 1967년: 모델 0 3정이 만들어지고 야간 시험 작동을 거침.
- 1968년: 군에 채용되어 미국 해군의 정찰용 보트와 UH-1 휴이에 장비됨.
- 1971년: 기본 디자인과 성능이 개량된 모델 1이 루이빌에 있는 미국 해군이 소유하는 군수품부에서 생산을 시작.
- 1974년: 동축 케이블을 이용한 모델 2의 개발에 착수하나, 시제품만을 남기고 생산되지 않음.
- 1976년~1981년: 구조의 단순하고 개량을 거쳐 사코 디펜스에서 생산을 시작함.

## 운용
- 미국 - 베트남 전쟁에서 주로 해군과 육군이 정찰보트와 공격 헬기에 사용. 소말리아 내전과 걸프 전쟁에서는 적 후방에서 특수 부대에서 사용하였다. 현재 이라크 전쟁의 모든 전선에 배치되어 있다.
- 이스라엘 - 이스라엘 방위군에서 운용 중.
- 스웨덴 - Grsp 40 mm 유탄 발사기로 허가 생산 및 운용 중.
- 중화민국 - 83식으로 허가 생산 및 운용 중.

## 같이 보기
- Mk 47 스트라이커
- XM307 ACSW
- K4 유탄기관총